# Bielany (Kęty)

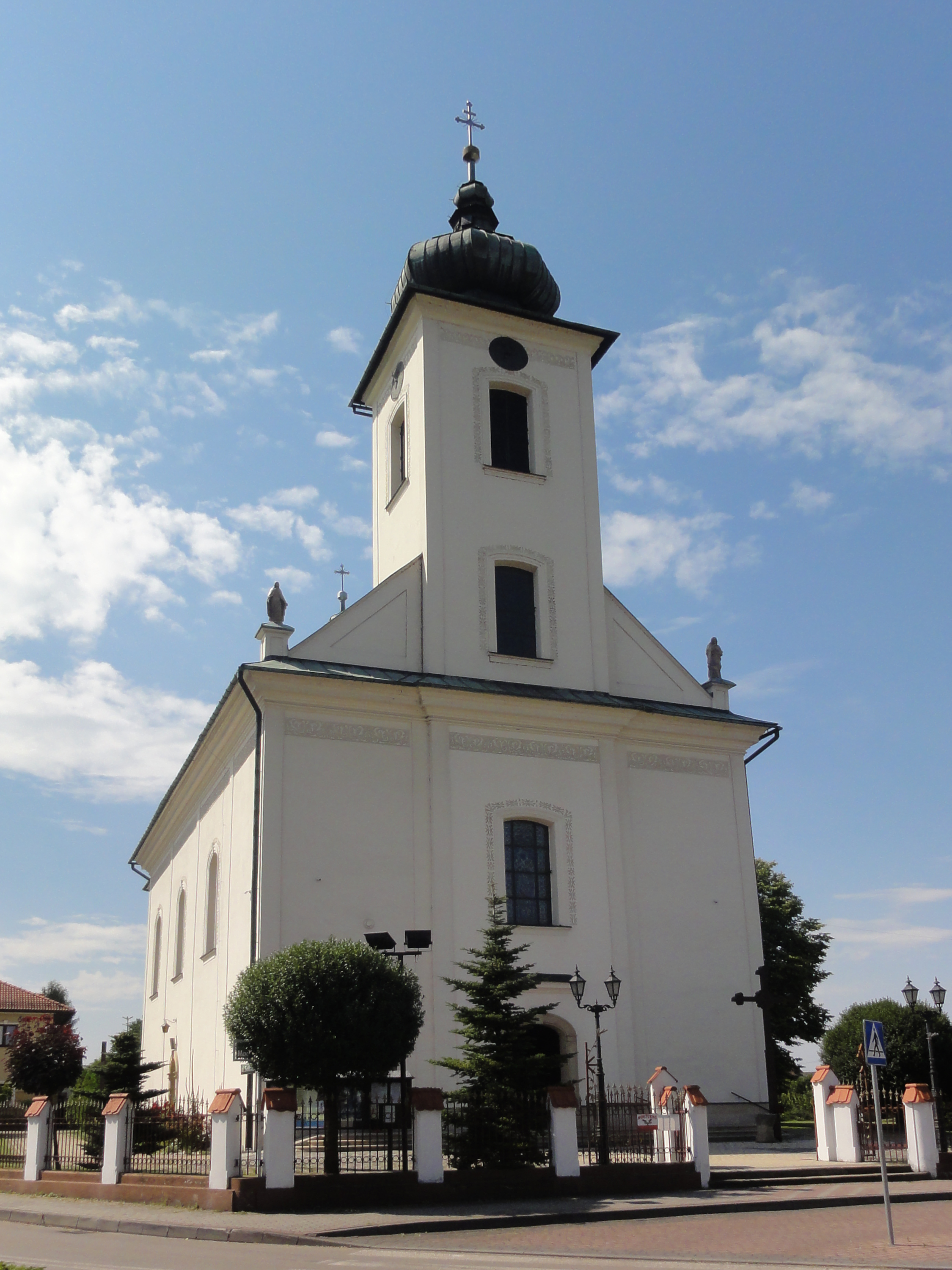
Katholische Kirche (1826–1833 gebaut)

Bielany ist eine Ortschaft mit einem Schulzenamt der Gemeinde Kęty im Powiat Oświęcimski der Woiwodschaft Kleinpolen in Polen.

## Geografie
Bielany liegt im Auschwitzer Becken (Kotlina Oświęcimska) an der Soła.
Das Schulzenamt hat eine Fläche von etwa 790 ha. Innerhalb des Schulzenamts an der Grenze mit Malec befindet sich ein anderes Ort, ein ehemaliger Dorf, Kańczuga.
Nachbarorte sind Zasole Bielańskie im Westen, Łęki im Norden, Osiek im Nordosten, Malec im Südosten, Nowa Wieś im Süden.

## Geschichte
Die ältere Siedlung innerhalb des heutigen Schulzenamt ist Kańczuga, die 1381 erstmals als Canczuc erwähnt wurde.
Bielany wurde 1457 erstmals urkundlich als Byelany erwähnt, als es mit dem Herzogtum Auschwitz (und Czaczuga bzw. Kańczuga) vom polnischen König abgekauft wurde. 1564 wurde Bielany als Teil des neuen Kreises Schlesien der Woiwodschaft Krakau an das Königreich Polen, ab 1569 die polnisch-litauische Adelsrepublik, völlig inkorporiert.
Eine römisch-katholische Kirche wurde vor dem Jahr 1482 errichtet. Im späten 16. Jahrhundert erhielt Jordan Małecki einige Privilegien zur Gründung einer Stadt in Kańczuga, jedoch das Unternehmen wurde nicht verwirklicht.
Bei der Ersten Teilung Polens kam Bielany 1772 zum neuen Königreich Galizien und Lodomerien des habsburgischen Kaiserreichs (ab 1804). Ab 1782 gehörte das Dorf zum Myslenicer Kreis (1819 mit dem Sitz in Wadowice). Nach der Aufhebung der Patrimonialherrschaften bildete es eine Gemeinde im Bezirk Biała.
1918, nach dem Ende des Ersten Weltkriegs und dem Zusammenbruch der k.u.k. Monarchie, kam Bielany zu Polen. Unterbrochen wurde dies nur durch die Besetzung Polens durch die Wehrmacht im Zweiten Weltkrieg. Es gehörte dann zum Landkreis Bielitz im Regierungsbezirk Kattowitz in der Provinz Schlesien (seit 1941 Provinz Oberschlesien).
Bis 1952 war Zasole Bielańskie ein Weiler von Bielany.
Von 1975 bis 1998 gehörte Bielany zur Woiwodschaft Bielsko-Biała.